# Osmia melanopleura
Osmia melanopleura är en biart som beskrevs av Cockerell 1916. Osmia melanopleura ingår i släktet murarbin, och familjen buksamlarbin. Inga underarter finns listade i Catalogue of Life.